# よしこさん
よしこさん（1980年10月12日 - ）は、日本のお笑い芸人。女性。本名（旧姓）、廣瀬 佳子（ひろせ よしこ）。よしこさん、までが芸名である。
東京都出身。東村プロダクション所属（かつてはホリプロ所属）。身長155cm、B81・W60・H85

## 来歴
- 横浜市立戸塚高等学校卒業後、青二塾に入り、同塾卒業。
- 2000年頃から劇団の公演に客演で出演などする他、2時間ドラマ、再現ドラマなどでテレビ出演もする。
- 2006年3月、『ホリプロお笑いジェンヌライブ』にてお笑いデビュー。
- 2008年10月に、同じホリプロ所属の安達しほりとのコンビ『ザ・アンモナイト』を結成。同年のM-1グランプリにもこのコンビで出場。結成後しばらくはピン芸人として出演していたこともあった。
- ザ・アンモナイトは2011年11月末に一度解散。解散後、晃田 佳子（こうだ よしこ）の名前で女優活動をしていた。
- ザ・アンモナイトは解散から4年7ヶ月後の2016年6月に再結成して活動を再開。2018年11月にコンビ名をワチュワナドゥに改名[1]。

## 芸風
ピン芸人の時の芸には、コスプレによる一人コントがある。これまでにやった役柄は婦人警官、AD、派遣社員、巫女など。合間にはその演じている職業名とそれに似た別の言葉を掛け合わせて挟むという形となる（例：『AD、AD、トレンディ』）。後に色々な出来事を替え歌にして歌って踊る『歌ウーマン』というキャラクターも演じていたことがある。
青二塾と劇団の舞台などで培った発声を持ち味としている。
『ザ・アンモナイト』では、結成してしばらくの間は振りネタとなるシチュエーションコントをまず一人で演じるという役、相方の安達が様々な言葉・用語の全く違う解釈をした時に突っ込むという役やテンションを上げた一発ギャグを演じるという役などを務めていた。その後の、ベネズエラのテレノベラ（メロドラマ）の『ディアナ〜 禁断の罠』を元にした「アコララーダコント」においては「ディアナ」の役で演じ、「アント～ニオ」の決め台詞を担当している（詳しくはワチュワナドゥ#芸風の節を参照）。なお、R-1ぐらんぷりにおいては、「2009」では安達の役柄である「ハイその考え丸見え～」の台詞とツッコミなどを一人で、「2010」ではアコララーダコントをピン芸にして披露していた。

## 芸名
芸名の候補には『抱きしめて佳子』『冗談はよしこ』などが有ったが、結局は今の芸名に落ち着いた。

## 出演
※単独出演を掲載。ザ・アンモナイト→ワチュワナドゥとしての出演はワチュワナドゥ#出演の節を参照。

### テレビ
ドラマ
- お江戸吉原事件帖（テレビ東京 松浪 役）- 同作の事前番宣番組にも、石塚義之（アリtoキリギリス）と共に案内役として出演
- 和田アキ子物語（フジテレビ）
- 土曜ワイド劇場『温泉若おかみの殺人推理』 第19作「秘湯大牧温泉〜旅グルメ番組殺人事件!!」（2008年6月28日、テレビ朝日） - 松子 役
- 警視庁捜査一課9係（テレビ朝日）
- ウォーキン☆バタフライ（テレビ東京）- 幡多織子 役
- 働くゴン!（日本テレビ）- 保育園の保母 役
- 金曜プレステージ『医療捜査官 財前一二三』 （フジテレビ）
- タクシードライバーの推理日誌・26（テレビ朝日）- 2010年1月23日
- ずんずん!（2021年） - 岡林泰子 役

バラエティ
- 伊集院光のばんぐみ（BS11）
- キャラ☆キング（テレビ朝日 他） - 2008年10月3日（第3回）、『イチオシ!キャラ☆コレクション』に「カンフー先生」で出演

アニメ
- 最強武将伝 三国演義（テレビ東京）- 2010年5月2日（第5話）

### ライブ
- ホリプロお笑いジェンヌライブ
- お台場学園 第5回お笑いホープ大賞

など